# 제니퍼 러브 휴잇
제니퍼 러브 휴잇(영어: Jennifer Love Hewitt, 1979년 2월 21일~)는 미국의 배우이다. 휴잇는 어린시절 텔레비전 광고와 디즈니 채널 시리즈 《Kids Incorporated》에 출연하면서 연기 경력을 시작했다. 폭스 방송 시리즈 《Party of Five》의 사라 리브스역, 영화 《나는 네가 지난 여름에 한 일을 알고 있다》의 줄리 제임스역을 맡으며 10대 대중 문화 속에서 명성을 얻었다.
가수로서, 휴잇는 아틀란틱 레코드와 자이브 레코드와 계약을 맺은 상태이다. 녹음한 앨범들은 주로 팝 음악 장르이며, 콘트랄토 음역을 가지고 있다. 지금까지 빌보드 핫 100에서 가장 성공한 싱글은 차트에서 59위를 기록한 1999년 발매한 《How Do I Deal》이다.
1999년 잡지 맥심에서 〈세계에서 가장 섹시한 여성〉으로, 2008년 TV 가이드에서 〈텔레비전에서 가장 섹시한 여성〉으로 선정했다.
연기외에, 출연한 영화와 텔레비전 프로젝트의 상당에서 프로듀서로 활동을 했다.

## 출연 작품

### 영화
| 출시년도 | 한글 제목                                      | 영문 제목                                   | 역할명          | 주석                                   |
| -------- | ---------------------------------------------- | ------------------------------------------- | --------------- | -------------------------------------- |
| 1992년   | 요술장이 먼치                                  | Munchie                                     | 안드레아 커츠   | 러브 휴잇로 크레디트 됨                |
| 1993년   | 시스터 액트 2                                  | Sister Act 2: Back in the Habit             | 마가렛          | 제니퍼 러브 휴잇로 크레디트 됨         |
| 1993년   | 귀여운 백만장자                                | Little Miss Millions                        | 히더 로프톤     |                                        |
| 1996년   | 하우스 어레스트                                | House Arrest                                | 브루케 피글러   |                                        |
| 1997년   | 콘돔 전쟁                                      | Trojan War                                  | 리아 존스       |                                        |
| 1997년   | 나는 네가 지난 여름에 한 일을 알고 있다        | I Know What You Did Last Summer             | 줄리 제임스     |                                        |
| 1998년   | 서버번                                         | The Suburbans                               | 케이트          |                                        |
| 1998년   | 나는 아직도 네가 지난 여름에 한 일을 알고 있다 | I Still Know What You Did Last Summer       | 줄리 제임스     |                                        |
| 1998년   | 더 이상 참을 수 없어                           | Can't Hardly Wait                           | 아마다 베키트   |                                        |
| 2001년   | 하트 브레이커스                                | Heartbreakers                               | 페이지 코너스   |                                        |
| 2002년   | 노틀담의 꼽추 2                                | The Hunchback of Notre Dame II              | 마들렌          | 성우                                   |
| 2002년   | 턱시도                                         | The Tuxedo                                  | 델 블레인       |                                        |
| 2004년   | 이프 온리                                      | If Only                                     | 사만다 앤드류스 |                                        |
| 2004년   | 어바웃 러브                                    | The Truth About Love                        | 앨리스 홀브룩   |                                        |
| 2004년   | 가필드                                         | Garfield                                    | 리즈            | 성우                                   |
| 2005년   | 제니퍼 러브 휴잇의 컨페션                      | Confessions of a Sociopathic Social Climber | 카티야 리빙스턴 | 대한민국에서 2007년 11월에 개봉하였다. |
| 2006년   | 가필드 2                                       | Garfield: A Tail of Two Kitties             | 리즈            | 성우                                   |
| 2007년   | 달콤한 악마의 유혹                             | Shortcut to Happiness                       | 악마            | 대한민국에서 2010년 7월에 개봉하였다.  |
| 2008년   | 트로픽 썬더                                    | Tropic Thunder                              | 본인            | 카메오                                 |
| 2008년   | 델고                                           | Delgo                                       | 카일라 공주     | 성우                                   |
| 2011년   | 더 로스트 발렌타인                             | Hallmark Hall of Fame: The Lost Valentine   |                 |                                        |
| 2012년   | 주토피아                                       | Jewtopia                                    | 앨리슨 막스     |                                        |
| 2025년   | 나는 네가 지난 여름에 한 일을 알고 있다        | I Know What You Did Last Summer             | 줄리 제임스     |                                        |

### 텔레비전
- 《고스트 위스퍼러》...멜린다 고든 역 (2005년 ~ 2010년)
- Lifetime 방송국의 TV 영화《The Client List》...매춘부[7] 사만다 샘 호튼 역(2010년)
- 《클라이언트 리스트》(2012년 ~ 2013년)
- 《9-1-1》매디 버클리 역 (2019년 ~)

## 앨범

### 정규
- 《Love Songs》(1992년)
- 《Let's Go Bang》(1995년)
- 《Jennifer Love Hewitt》(1996년)
- 《BareNaked》(2002년)
- 《Cool with You: The Platinum Collection》(2006년)
- 《Hey Everybody》(2007년)

### 싱글
- 《Couldn't Find Another Man》(1995년)
- 《No Ordinary Love》(1996년)
- 《How Do I Deal》(1999년)
- 《BareNaked》(2002년)
- 《Can I Go Now》(2003년)

### 사운드 트랙
- 《It's Good To Know I'm Alive》...영화 《House arrest》(1996년)
- 《How Do I Deal?》...영화 《나는 아직도 네가 지난 여름에 한 일을 알고 있다》(1998년)
- 《I'm Gonna Love You》...컴필레이션 《Disney's Superstars Hits》(2002년)
- 《Scooby Doo,Where Are You》...영화 《Scooby-Doo and the Alien Invaders》(2002년)
- 《Love Will Show You Everything》,《Take My Heart Back》...영화 《If Only》(2003년)

## 수상 및 후보
| 수상년도 | 분류                            | 상                                                                | 결과 | 영화/쇼                                                          |
| -------- | ------------------------------- | ----------------------------------------------------------------- | ---- | ---------------------------------------------------------------- |
| 1990년   | 젊은 예술가상                   | Outstanding Young Ensemble Cast                                   | 후보 | Kids Incorporated                                                |
| 1993년   | 젊은 예술가상                   | Outstanding Young Ensemble Cast in a Youth Series or Variety Show | 후보 | Kids Incorporated                                                |
| 1994년   | 젊은 예술가상                   | Outstanding Youth Ensemble in a Cable or Off Primetime Series     | 수상 | Kids Incorporated                                                |
| 1996년   | 젊은 예술가상                   | Best Professional Actress/Singer                                  | 후보 |                                                                  |
| 1997년   | 젊은 예술가상                   | Best Performance by a Young Actress in a Drama TV Series          | 후보 | Party of Five                                                    |
| 1998년   | 젊은 예술가상                   | Best Performance in a Feature Film — Leading Young Actress        | 후보 | 나는 네가 지난 여름에 한 일을 알고 있다                          |
| 1998년   | Blockbuster Entertainment Award | Favorite Female Newcomer                                          | 수상 | 나는 네가 지난 여름에 한 일을 알고 있다                          |
| 1998년   | Blockbuster Entertainment Award | Favorite Actress — Horror                                         | 후보 | 나는 네가 지난 여름에 한 일을 알고 있다                          |
| 1999년   | MTV Movie Award                 | Best Female Performance                                           | 후보 | 더 이상 참을 수 없어                                             |
| 1999년   | Blockbuster Entertainment Award | Favorite Actress — Horror                                         | 수상 | 나는 아직도 네가 지난 여름에 한 일을 알고 있다                   |
| 1999년   | 틴 초이스 어워드                | Film — Choice Actress                                             | 수상 | 나는 아직도 네가 지난 여름에 한 일을 알고 있다                   |
| 1999년   | 틴 초이스 어워드                | Film — Most Disgusting Scene                                      | 후보 | 나는 아직도 네가 지난 여름에 한 일을 알고 있다                   |
| 1999년   | 틴 초이스 어워드                | TV — Choice Actress                                               | 후보 | Party of Five                                                    |
| 1999년   | 젊은 예술가상                   | Best Performance in a Feature Film — Leading Young Actress        | 후보 | 더 이상 참을 수 없어                                             |
| 2000년   | 닉 키즈 초이스 어워드           | Favorite Television Actress                                       | 후보 | Party of Five                                                    |
| 2000년   | People's Choice Award           | Favorite Female Performer in a New Television Series              | 수상 | Time of Your Life                                                |
| 2003년   | DVD Exclusive Award             | Best Original Song                                                | 수상 | 노틀담의 꼽추 2 의 "I'm Gonna Love You (Madellaine's Love Song)" |
| 2003년   | 닉 키즈 초이스 어워드           | Favorite Female Butt Kicker                                       | 수상 | 턱시도                                                           |
| 2003년   | 틴 초이스 어워드                | Choice Crossover Artist (Music/Acting)                            | 후보 |                                                                  |
| 2006년   | Saturn Award                    | Best Actress on Television                                        | 수상 | 고스트 위스퍼러                                                  |
| 2006년   | 닉 키즈 초이스 어워드           | Favorite Television Actress                                       | 후보 | 고스트 위스퍼러                                                  |
| 2006년   | People's Choice Award           | Favorite Female Television Star                                   | 후보 | 고스트 위스퍼러                                                  |
| 2007년   | Saturn Award                    | Best Actress on Television                                        | 수상 | 고스트 위스퍼러                                                  |
| 2008년   | People's Choice Award           | Best Actress on Television                                        | 후보 | 고스트 위스퍼러                                                  |
| 2008년   | Saturn Award                    | Best Actress on Television                                        | 수상 | 고스트 위스퍼러                                                  |
| 2008년   | TV Land Award                   | Favorite Character from the "Other Side"                          | 후보 | 고스트 위스퍼러                                                  |

## 서적
- 《The Day I Shot Cupid: Hello, My Name Is Jennifer Love Hewitt and I'm a Love-aholic》(2010년)

## 참고
1. ↑  Jennifer Love Hewitt's 'Ghost'
2. ↑  "Jennifer Love Hewitt on MSN music" 보관됨 2011-04-06 - 웨이백 머신. music.msn.com. Retrieved on October 2, 2008
3. ↑  "I Still Know What You Did Last Summer". allmusic.com. Retrieved on May 15, 2009
4. ↑  'Maxim' magazine. amazon.com. November 1999. Retrieved on October 2, 2008
5. ↑  "TV's Sexiest Stars". tvguide.com. May 3, 2008. Retrieved on October 2, 2008
6. ↑  "Jennifer Love Hewitt Credits". tvguide.com. Retrieved on October 2, 2008
7. ↑  러브 휴잇, “2일간 속옷 26번 바꿔 입었다” 보관됨 2016-03-10 - 웨이백 머신, 미디어인뉴스, 장영지, 2010년 7월 23일 작성함, 2010년 11월 22일 확인함